# Карлос Спадаро
Карлос Спадаро (Ланус, 5. фебруара 1902 — 15. новембра 1985) био је аргентински фудбалер, који је играо на позицији нападача.
Учествовао је и на првом светском првенству у фудбалу 1930. године, где је Аргентина заузела друго место иза Уругваја.